# Monomma subtilecarinatum subtilecarinatum
Monomma subtilecarinatum subtilecarinatum es una subespecie de coleóptero de la familia Monommatidae.

## Distribución geográfica
Habita en Madagascar.